# Michael Mukasey
Michael Bernard Mukasey [Mew-KAY-Zee] (28 de julio de 1941) es un abogado estadounidense que se desempeñó como juez de la Corte de Distrito de los Estados Unidos por el Distrito del Sureste de Nueva York durante 18 años consecutivos, cinco de los cuales como juez presidente. El 17 de septiembre de 2007, el presidente, George W. Bush nominó a Mukasey para el cargo de fiscal general de los Estados Unidos, para ser el sucesor de Alberto R. Gonzales.  Mukasey ha sido galardonado con varios premios, siendo el más notable el "Learned Hand Medal"  del Federal Bar Council.

## Nominación para fiscal general
El 16 de septiembre de 2007, varias publicaciones reportaron que Mukasey habría aceptado la propuesta de Bush para reemplazar a Alberto R. Gonzales como fiscal general. Fue oficialmente nominado por el presidente el 17 de septiembre. 17. En su conferencia de prensa junto al Presidente, Mukasey declaró, "...La tarea de ayudar a proteger nuestra seguridad, la que el Departamento de Justicia comparte con el resto del gobierno, no es la única tarea frente a nosotros. El Departamento de Justicia también debe proteger la seguridad de los niños, el comercio que asegura la propiedad, y los derechos y libertades que nos definen como una nación."